# Dennenspanner
De dennenspanner (Bupalus piniaria) is een nachtvlinder uit de familie van de spanners (Geometridae). De spanwijdte bedraagt 28 tot 35 millimeter. De soort overwintert als pop. De soort komt verspreid over heel het Palearctisch gebied voor.

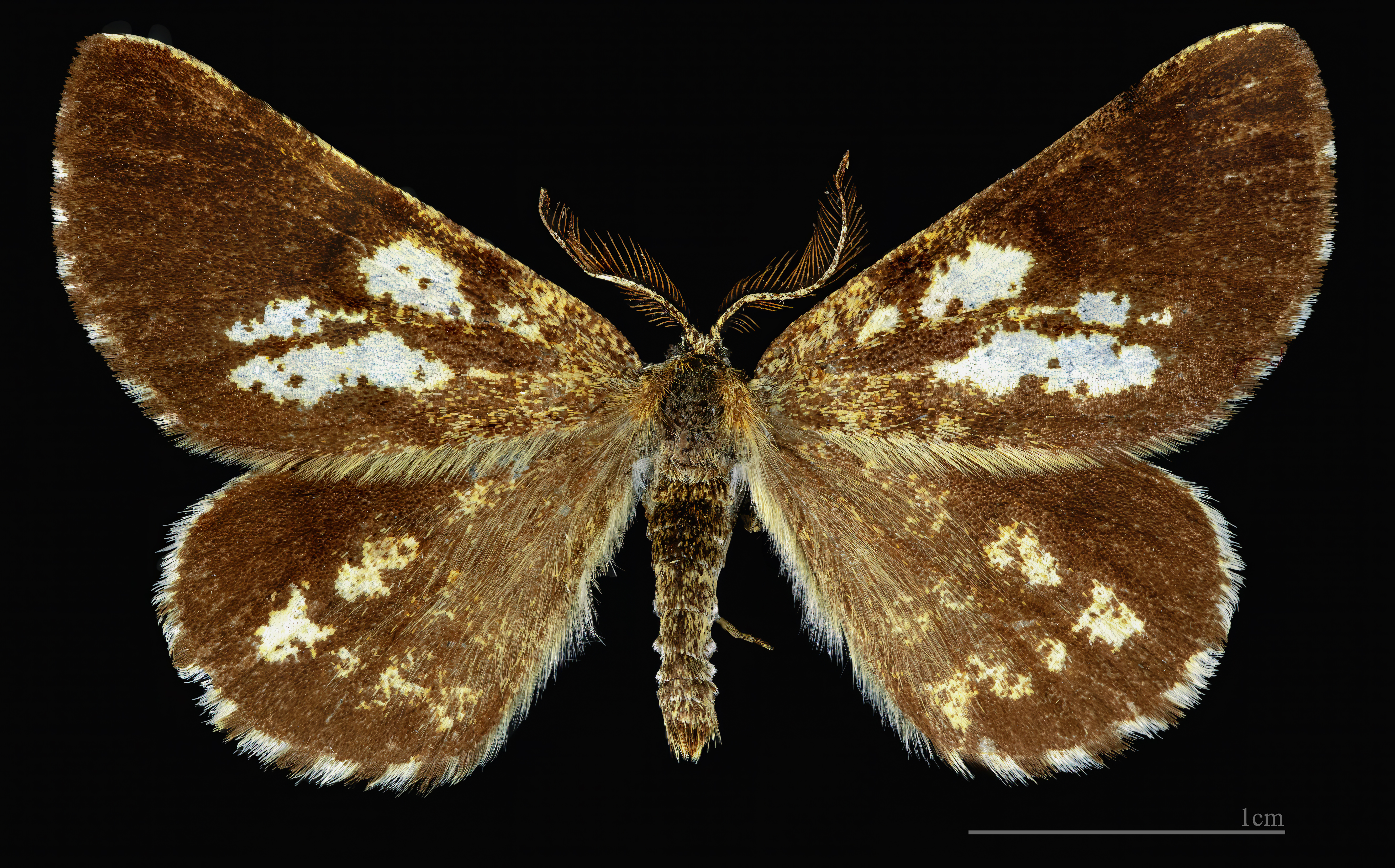
Bupalus piniaria ♂
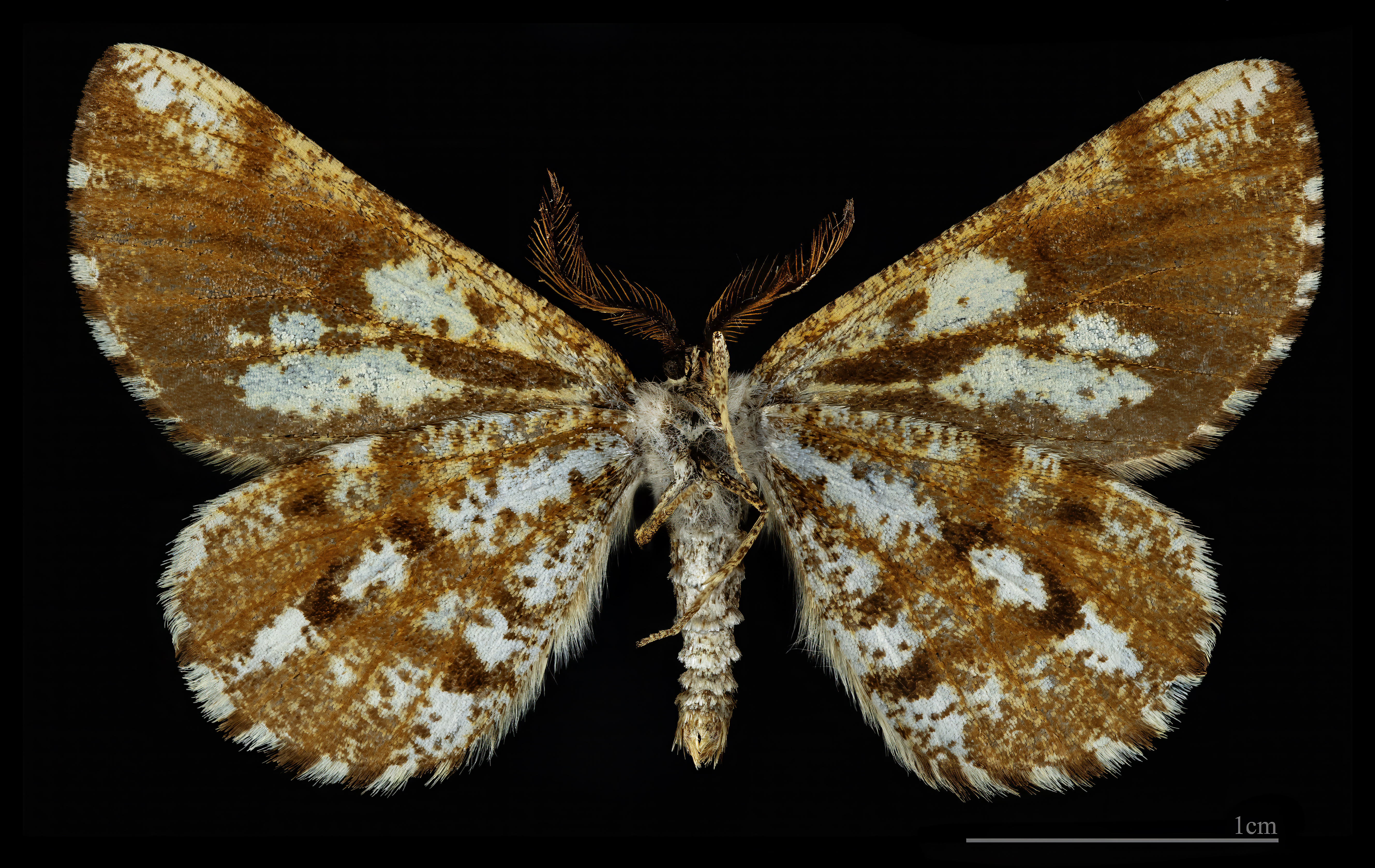
♂ △
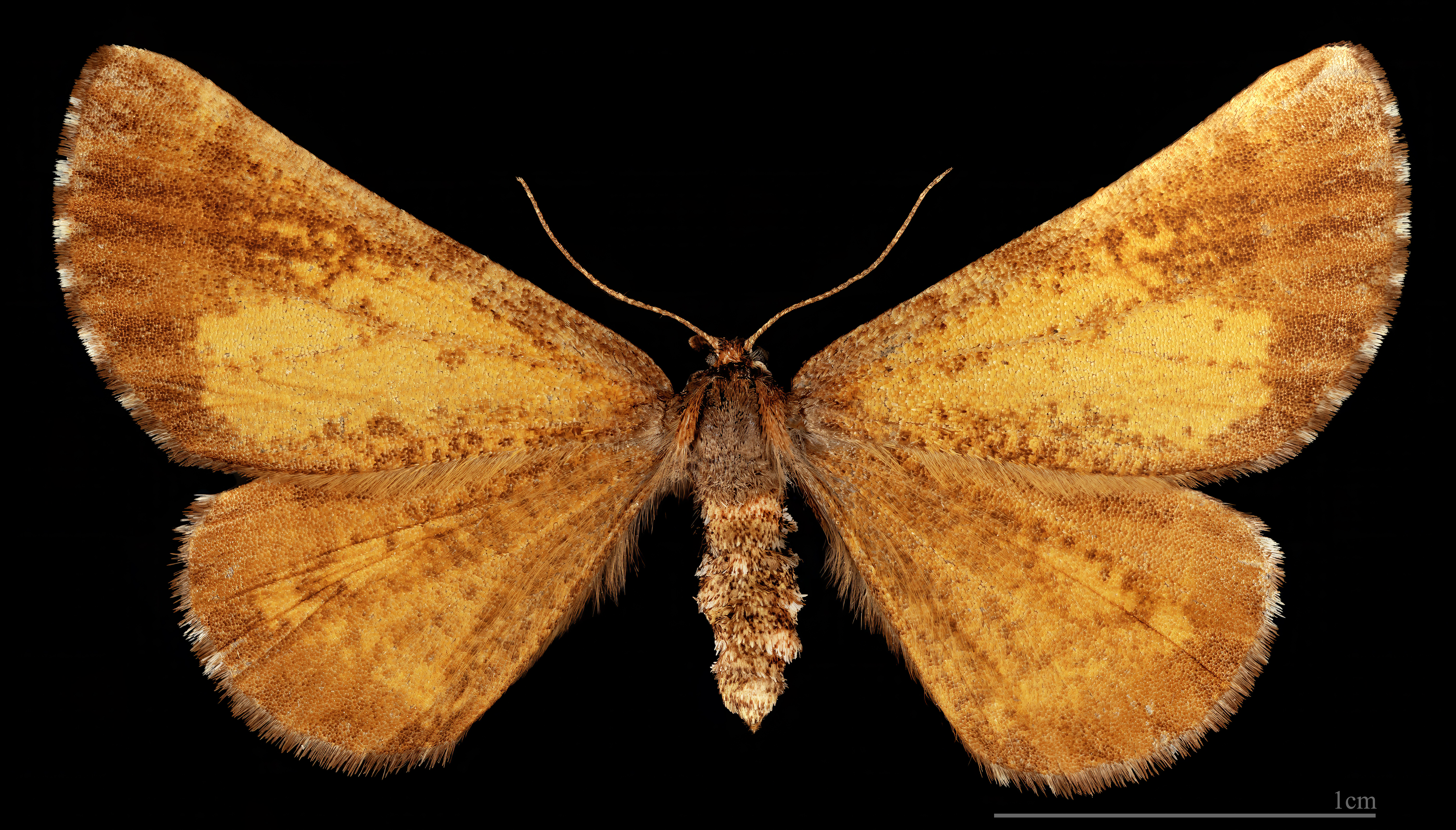
Bupalus piniaria♀
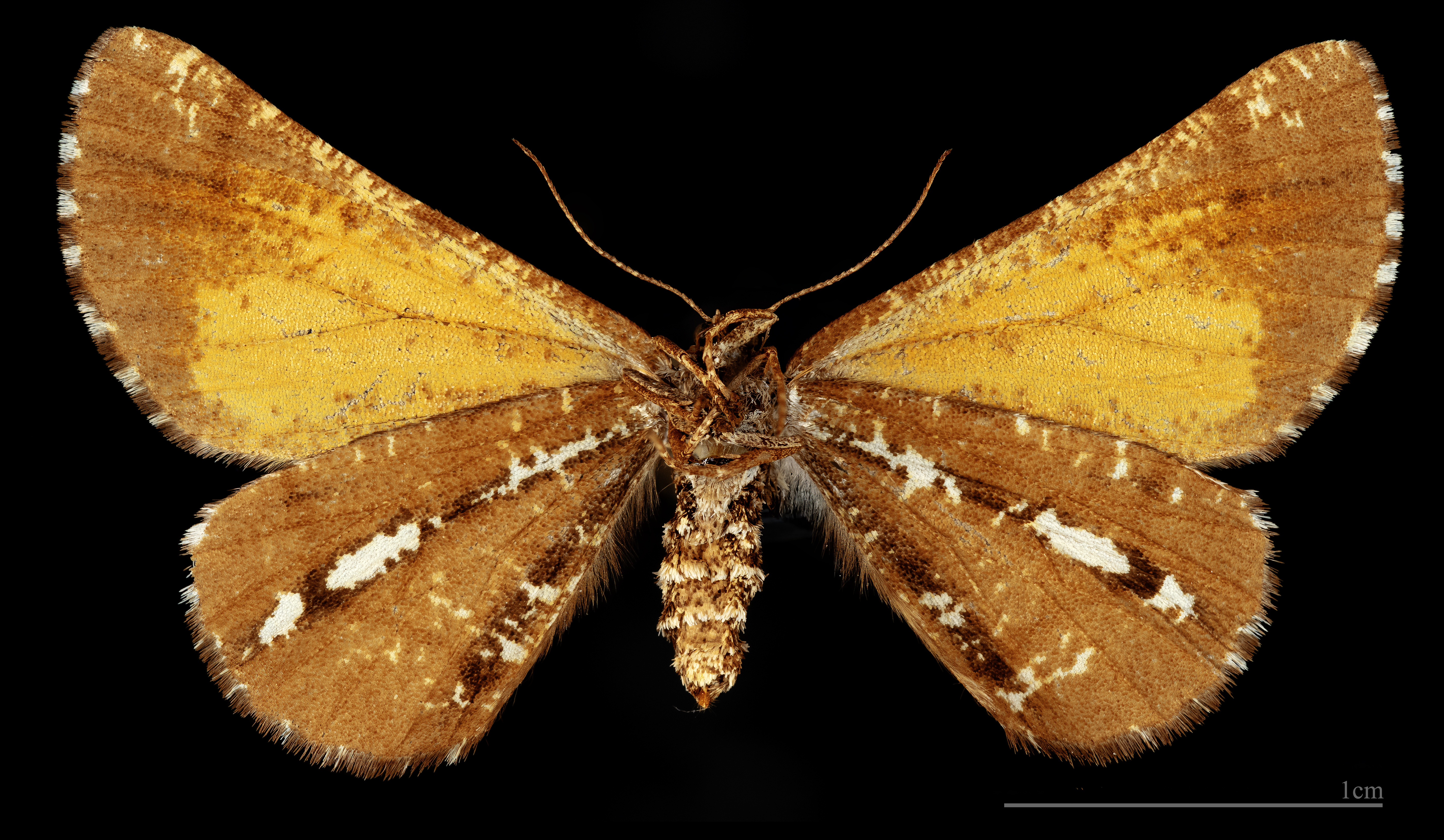
♀ △

Waardplant van de rupsen is de den; bij gebrek daaraan worden ook wel andere naaldbomen gebruikt. De vliegtijd, van deze in Nederland vrij algemene vlinder, loopt van eind april tot begin juli. Wanneer het warm weer is kunnen de mannen vliegend rond dennen ook overdag worden gezien.

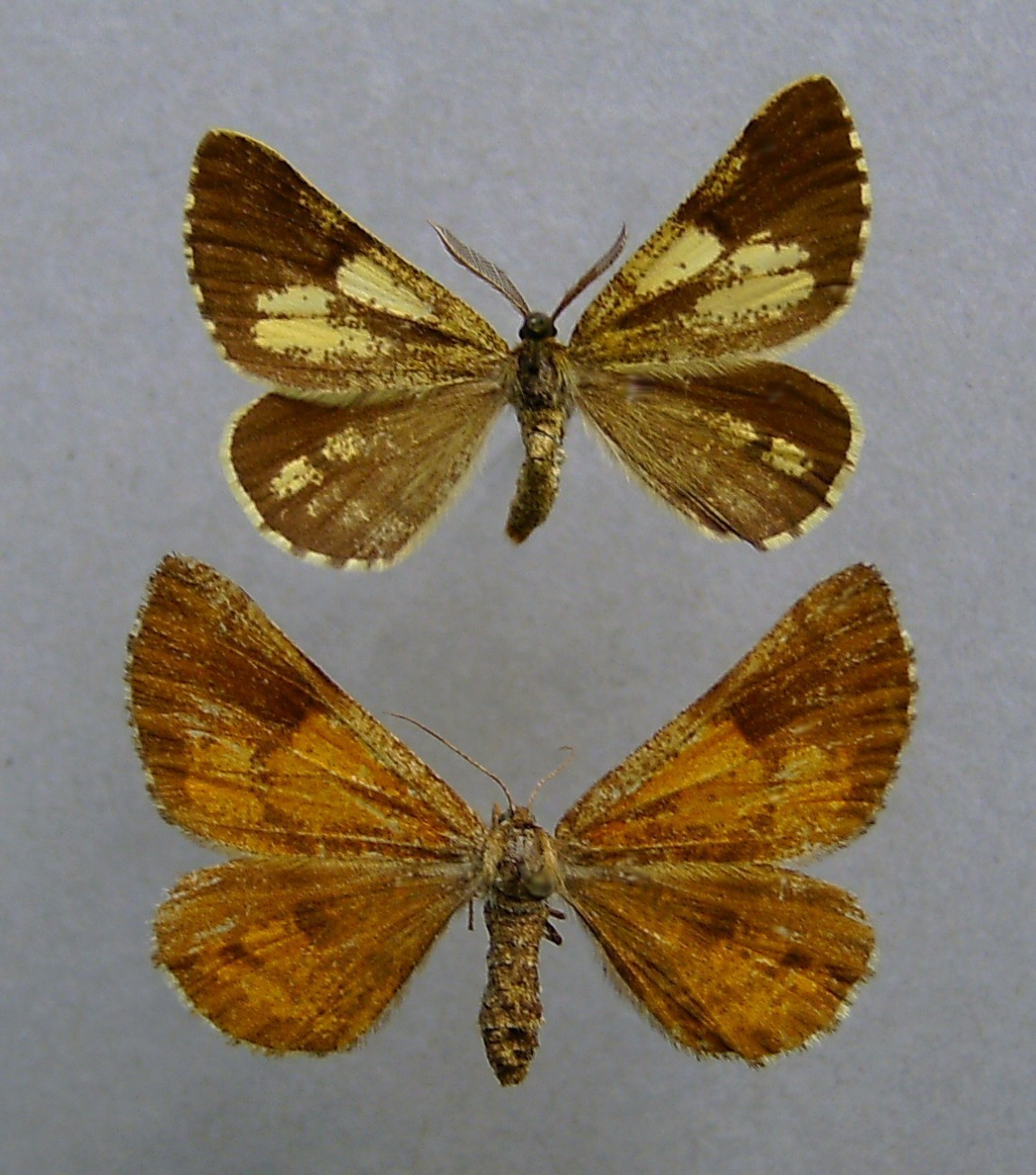
Boven een mannetje, onder een vrouwtje
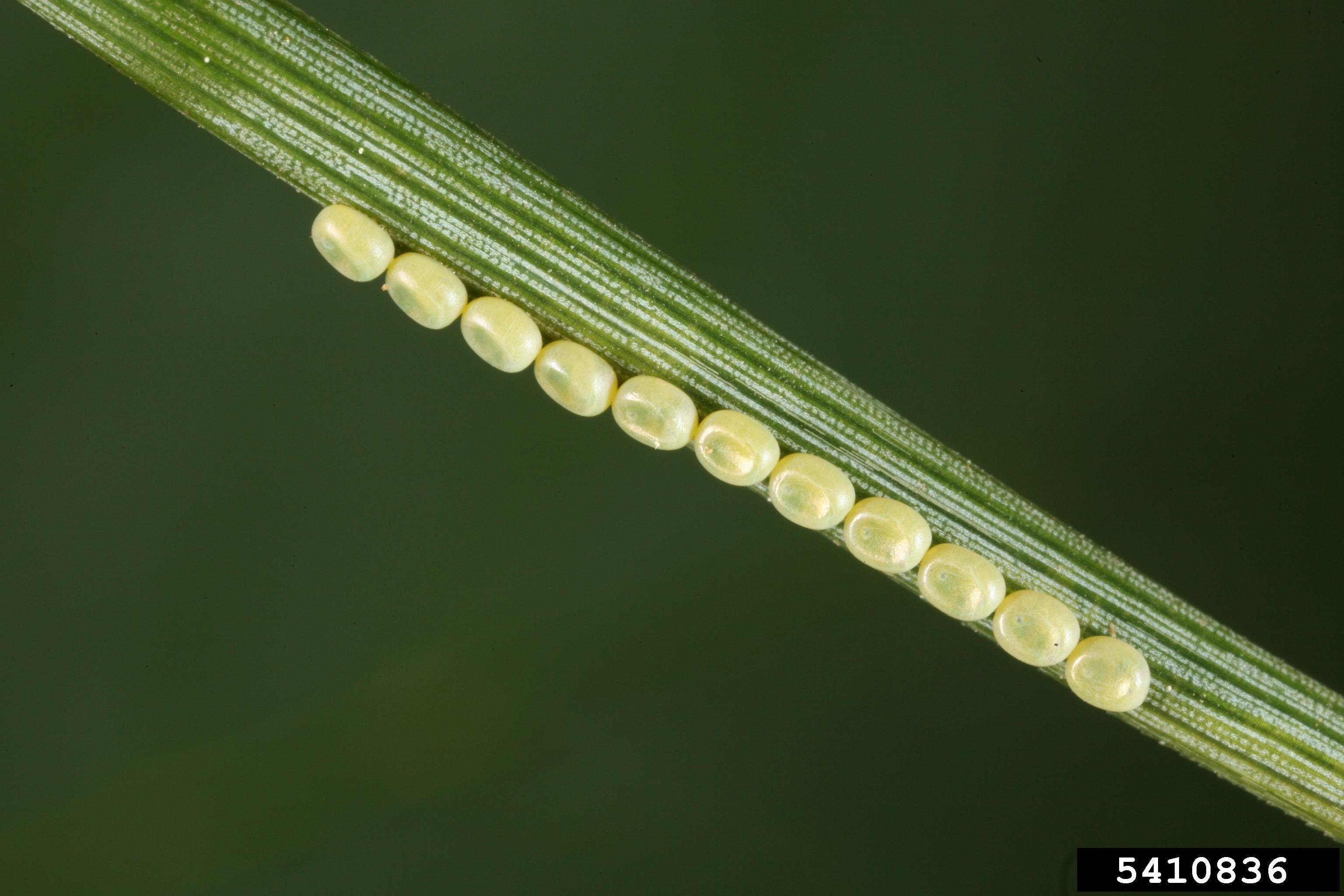
Eitjes